# The Dark Album
The Dark Album è un mixtape del rapper Pyrex, membro del gruppo musicale italiano Dark Polo Gang, pubblicato il 31 ottobre 2016 dalla Triplosette Entertainment.

## Tracce
1. Intro TDA – 1:53
2. Bello Figo Dark – 2:37
3. Dark Boy (feat. Side Baby) – 3:22
4. Sportswear (feat. Tony Effe) – 1:59
5. Latte di suocera (feat. Gianni Bismark) – 2:25
6. Oxycodone (feat. Wayne Santana) – 2:33
7. Canale 777 – 3:04
8. GTA San Andreas (feat. Tony Effe) – 3:08
9. Panorama Bar (feat. Wayne Santana) – 2:13
10. Fiori del male (feat. Sfera Ebbasta) – 3:08
11. DM (feat. Side Baby) – 1:54
12. Voodoo – 1:38
13. Età d'oro (feat. Tedua, Wayne Santana) – 2:33
14. Demoni – 2:22

## Formazione
Gruppo
- Pyrex – voce
- Side Baby – voce aggiuntiva (tracce 3 e 11)
- Tony Effe – voce aggiuntiva (tracce 4 e 8)
- Wayne Santana – voce aggiuntiva (tracce 6, 9 e 13)

Altri musicisti
- Gianni Bismark – voce aggiuntiva (traccia 5)
- Sfera Ebbasta – voce aggiuntiva (traccia 10)
- Tedua – voce aggiuntiva (traccia 13)

Produzione
- Sick Luke – produzione, missaggio, mastering
- Nino Brown – produzione (tracce 1, 3 e 9)
- Charlie Charles – produzione (traccia 10)
- Kamyar – produzione (traccia 12)

## Classifiche
| Classifica (2017) | Posizione massima |
| ----------------- | ----------------- |
| Italia            | 80                |